# دست‌نیافتنی‌ها (فیلم ۱۹۸۲)
دست‌نیافتنی‌ها (آلمانی: Die Unerreichbare؛ ‏لهستانی: Niedostępna) یک فیلم درام سینمای آلمان به کارگردانی کشیشتف زانوسی است که در سال ۱۹۸۲ منتشر شد. از بازیگران این فیلم می‌توان به لزلی کارون اشاره کرد.